# Anna Rodríguez Costa
Anna Rodríguez Costa, y profesionalmente conocida como Anna R. Costa (Granada, 1972) es una guionista, dramaturga y directora de cine española.

## Trayectoria artística
Es la creadora de la serie de televisión Arde Madrid, que cuenta la historia de Ava Gardner en el Madrid de los años 60.
Su obra más reciente es la serie Fácil, sobre unas mujeres con diferentes capacidades que habitan en un piso tutelado,  basada en la novela Lectura fácil, de Cristina Morales.